# High Tree Cemetery
Le cimetière « Higt Tree Cemetery » est un des trois  cimetières militaires de la Première Guerre mondiale situés sur le territoire de la commune de Montbrehain, Aisne. Les deux autres sont Calvaire Cemetery situé rue du cimetière et Montbrehain British Cemetery situé route de Fontaine-Uterte.

## Localisation
Ce Cimetière est situé en pleine campagne, à 2 km au sud-est du village près de la ferme de l'Arbre-Haut, route de Fresnoy-le-Grand. On y accède en empruntant un chemin agricole sur environ 600 m.

## Histoire

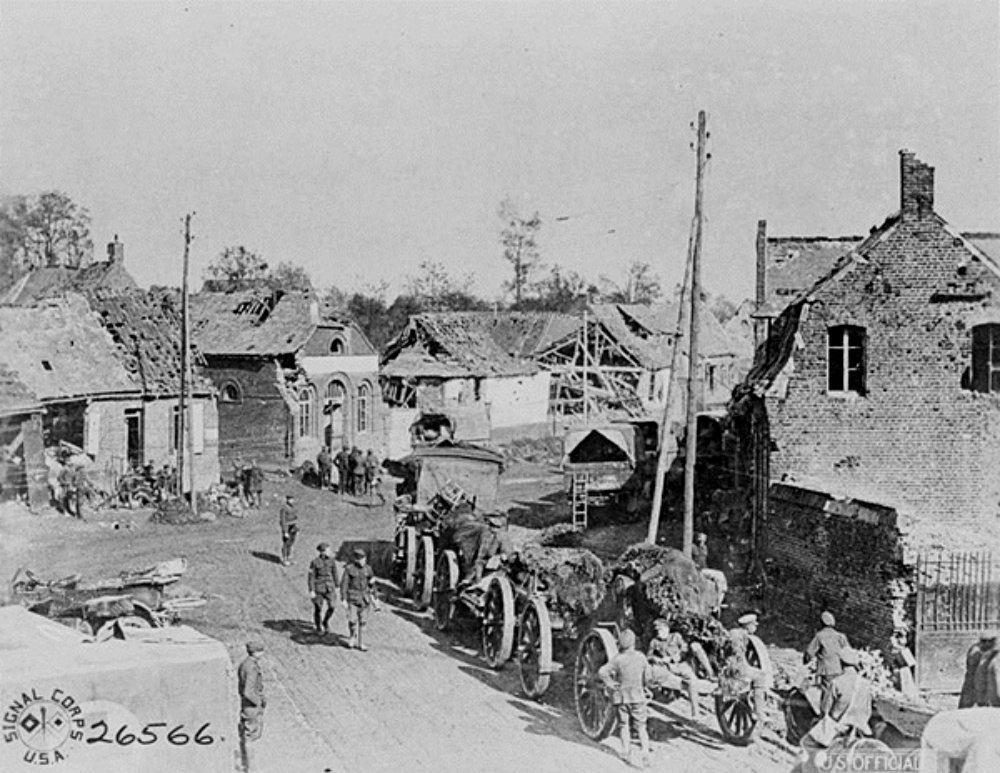
Troupes australo-britanniques dans Montbrehain après la prise du village les 5 et 6 octobre 1918.

Occupé dès la fin août 1914 par les troupes allemandes, Montbrehain  est resté  loin des combats jusqu'en octobre 1918. Le village de fut pris le 3 octobre 1918, par trois bataillons du Royaume-Uni des Sherwood Foresters de la 46e division ; mais, accablés par les bombardements allemands, les soldats britanniques ne purent tenir l'endroit. Le village fut finalement capturé deux jours plus tard, par les 21e et 24e bataillons d'infanterie australiens ; au prix d'une cinquantaine de morts alliés.
C'est la dernière action impliquant l'infanterie australienne sur le front occidental pendant la Première Guerre mondiale. Après la rupture de la ligne Hindenburg, l'attaque de Montbrehain, le 5 octobre 1918, représentait une tentative d'enfreindre le système complexe des défenses allemandes basé sur le système de ligne de tranchées de Beaurevoir. Avançant tôt le matin du 5 octobre, la 6e Brigade AIF réussit à occuper le village et prit ainsi 400 prisonniers allemands. Cette Bataille de Montbrehain fit 430 victimes australiennes,.

## Caractéristique
Ce cimetière contient les tombes de 48 victimes de la Première Guerre mondiale : 44 soldats britanniques et 4 soldats australiens dont 3 n'ont jamais été identifiés.
Le cimetière est créé en 1919, et conçu par William Harrison Cowlishaw, un architecte britannique spécialiste dans l'édification de cimetières, notamment militaires.

## Galerie

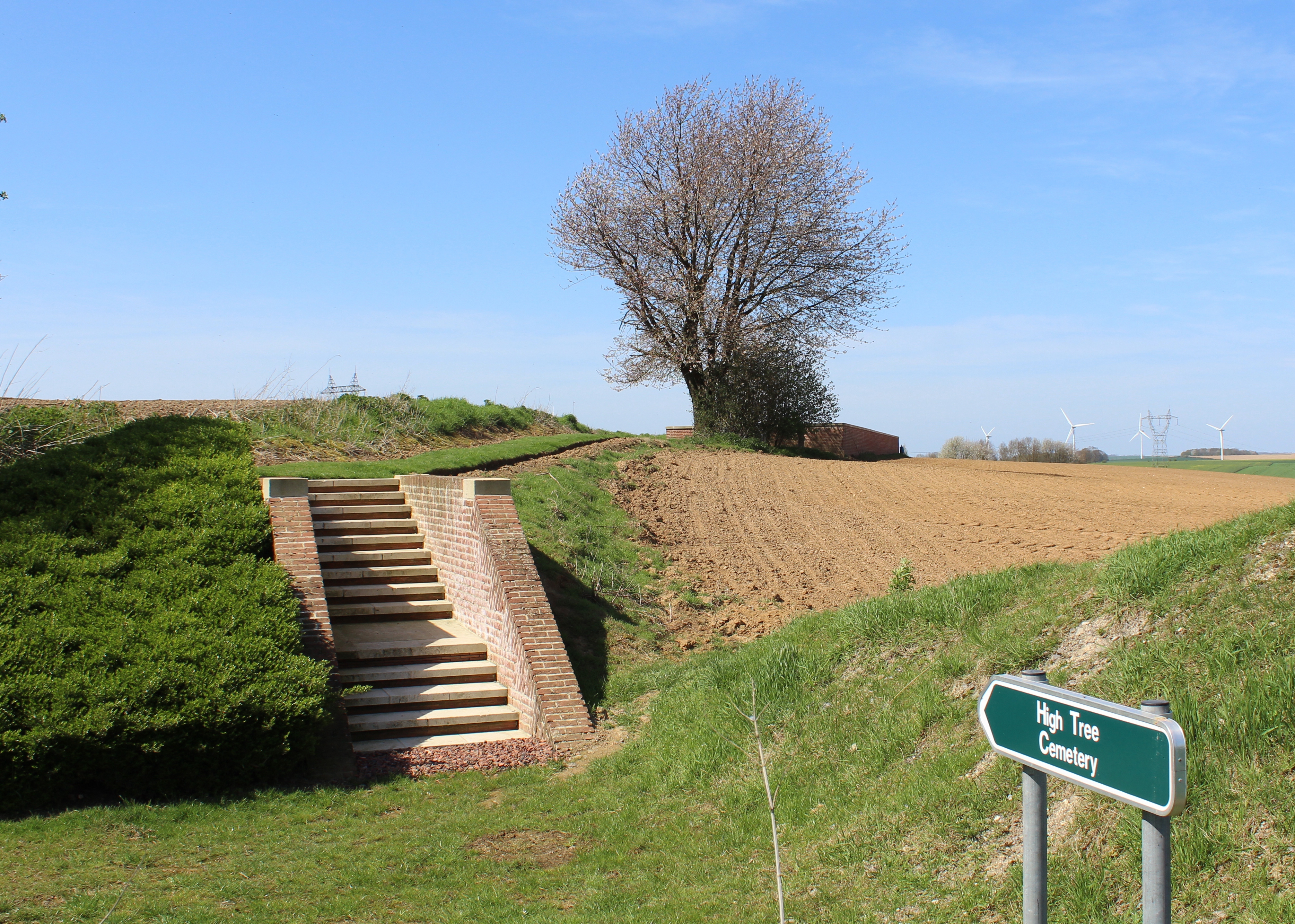
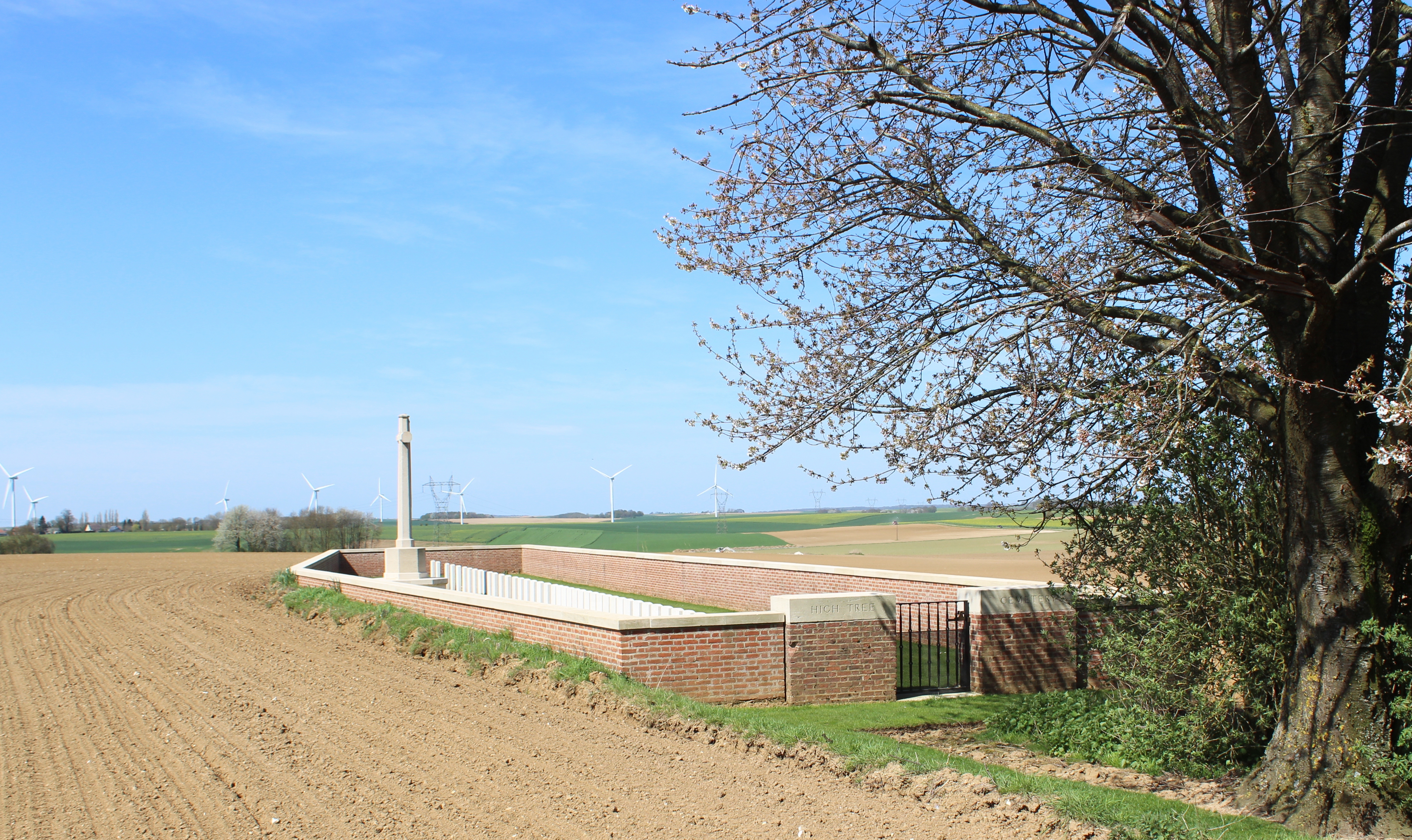
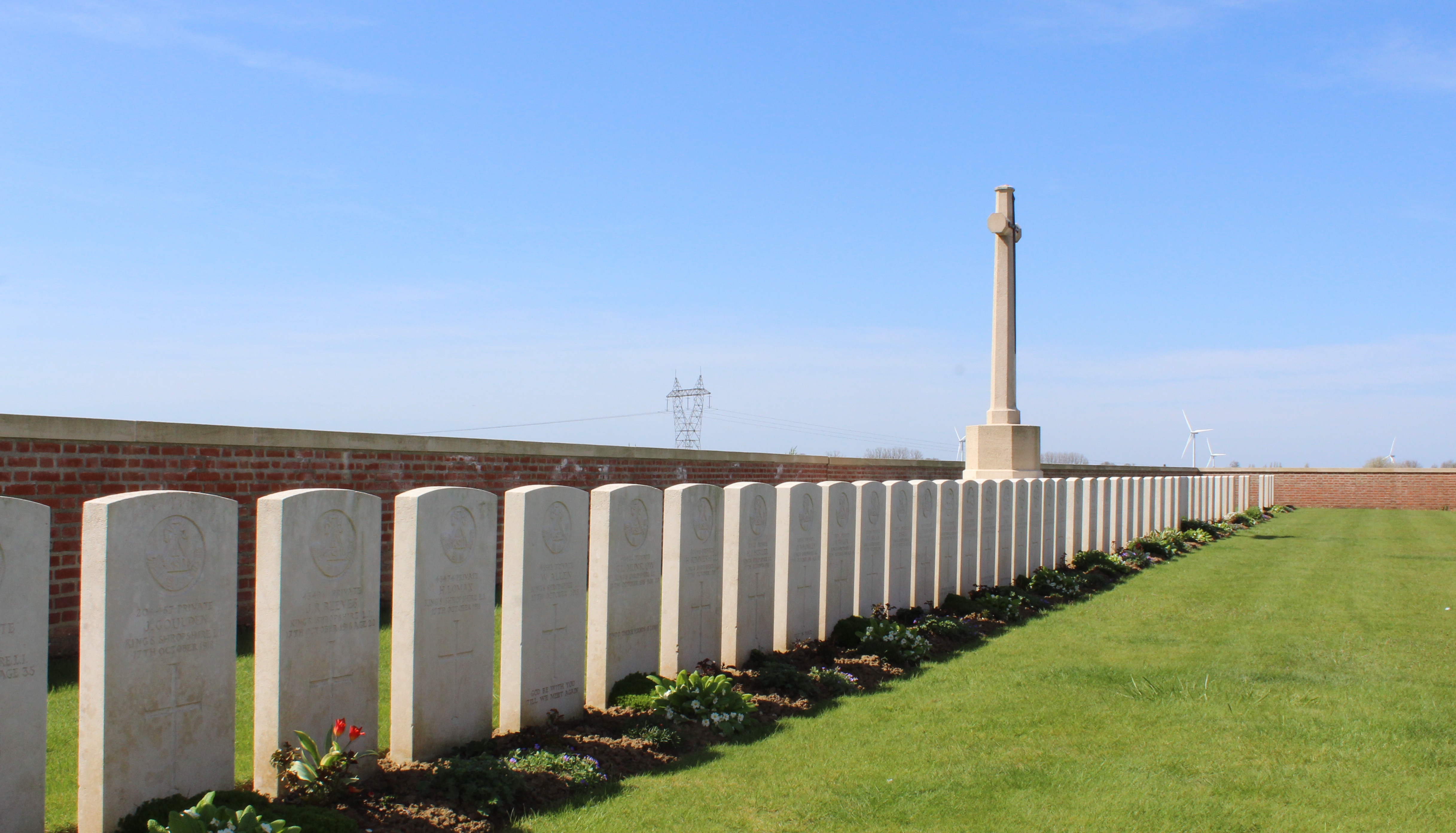
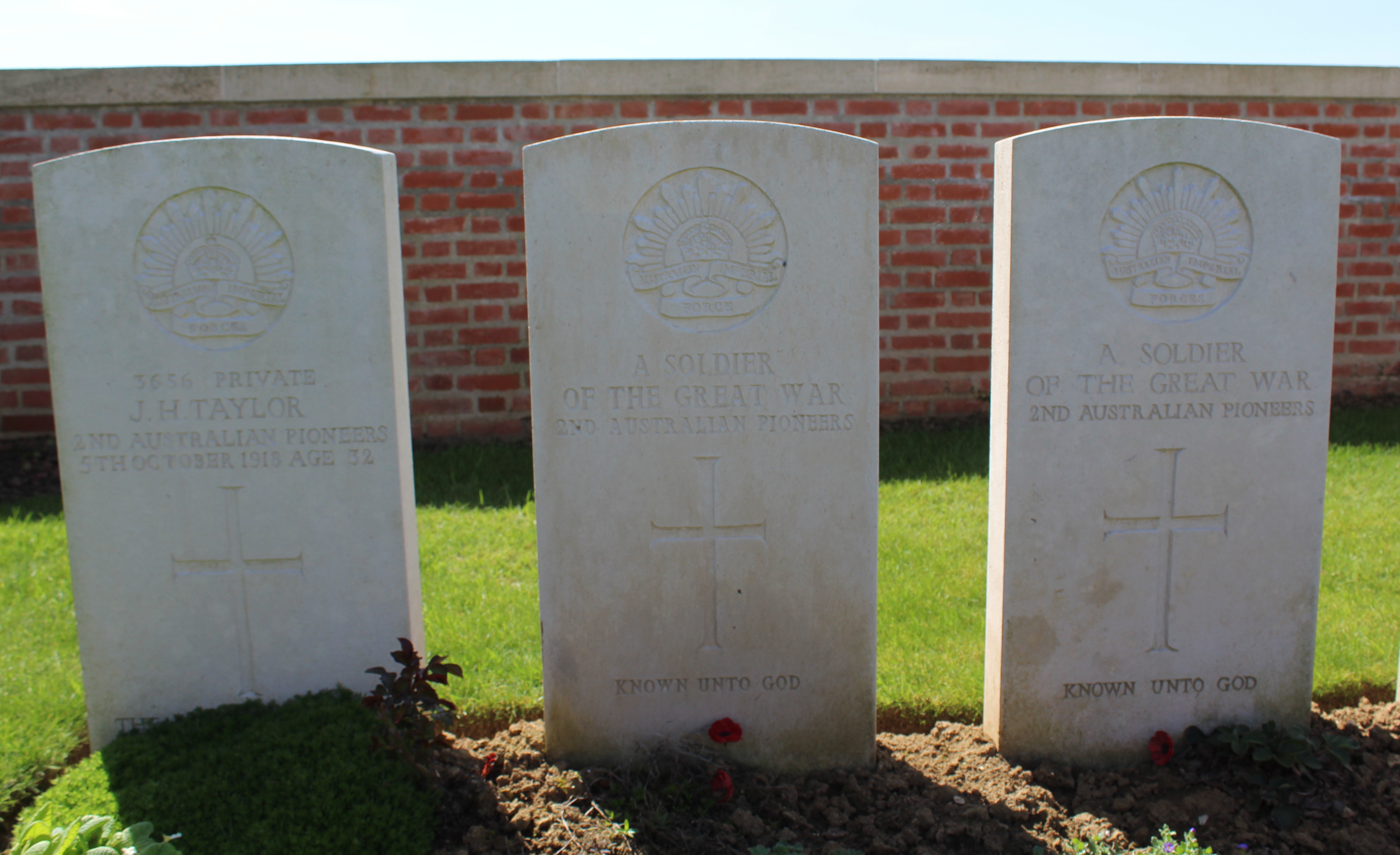
Tombes de soldats australiens

## Victimes
| Pays        | Tombes |
| ----------- | ------ |
| Royaume-Uni | 44     |
| Australie   | 4      |
| Total       | 48     |

## Défunts reposant à Higt Tree Cimetery
- Charles Edmund Bateman (1876-1918)
- William Henry Harrison (1897-1918)
- Joseph Henry Taylor (1886-1918)
- Richard Brunt ( ? -1918)